# Aphanius desioi
Aphanius desioi är en fiskart som först beskrevs av Gianferrari, 1933.  Aphanius desioi ingår i släktet Aphanius och familjen Cyprinodontidae. IUCN kategoriserar arten globalt som otillräckligt studerad. Inga underarter finns listade i Catalogue of Life.